# Sam Ligtlee
Sam Ligtlee (Eerbeek, 12 de diciembre de 1997) es un deportista neerlandés que compite en ciclismo en la modalidad de pista. Su hermana Elis también compite en ciclismo de pista.
Ganó una medalla de oro en el Campeonato Mundial de Ciclismo en Pista de 2020 y tres medallas en el Campeonato Europeo de Ciclismo en Pista en los años 2018 y 2021.

## Medallero internacional
| Campeonato Mundial | Campeonato Mundial     | Campeonato Mundial | Campeonato Mundial    |
| Año                | Lugar                  | Medalla            | Competición           |
| ------------------ | ---------------------- | ------------------ | --------------------- |
| 2020               | Berlín ( Alemania)     | Medalla de oro     | 1 km contrarreloj     |
| Campeonato Europeo |                        |                    |                       |
| Año                | Lugar                  | Medalla            | Competición           |
| 2018               | Glasgow ( Reino Unido) | Medalla de bronce  | 1 km contrarreloj     |
| 2021               | Grenchen ( Suiza)      | Medalla de oro     | Velocidad por equipos |
| 2021               | Grenchen ( Suiza)      | Medalla de plata   | 1 km contrarreloj     |

1. ↑  Compitió en la ronda de clasificación.